# Phanopathes expansa
Phanopathes expansa is een Antipathariasoort uit de familie van de Aphanipathidae. De wetenschappelijke naam van de soort is voor het eerst geldig gepubliceerd in 1992 door Opresko & Cairns.